# Netbook

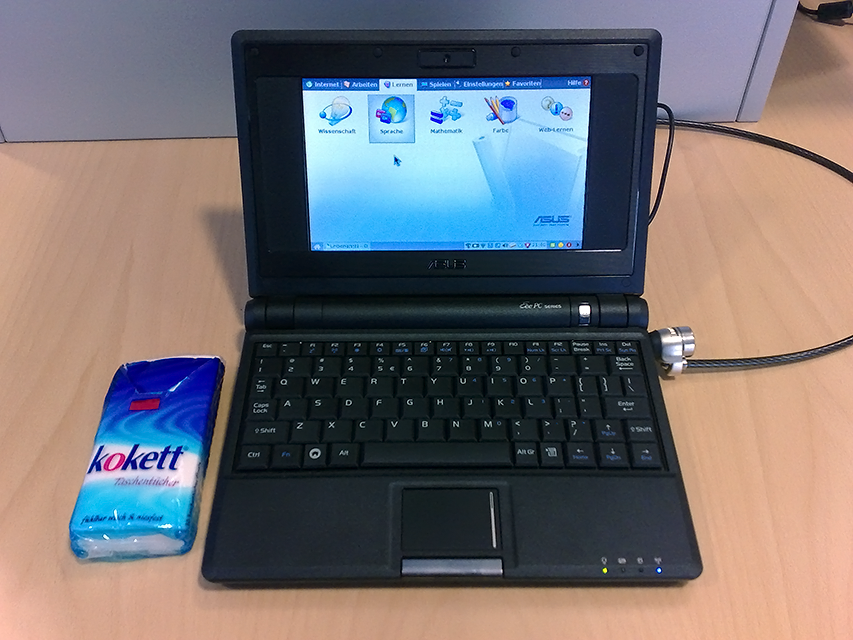
Černý ASUS Eee PC ve velikostním porovnání s balíčkem papírových kapesníků

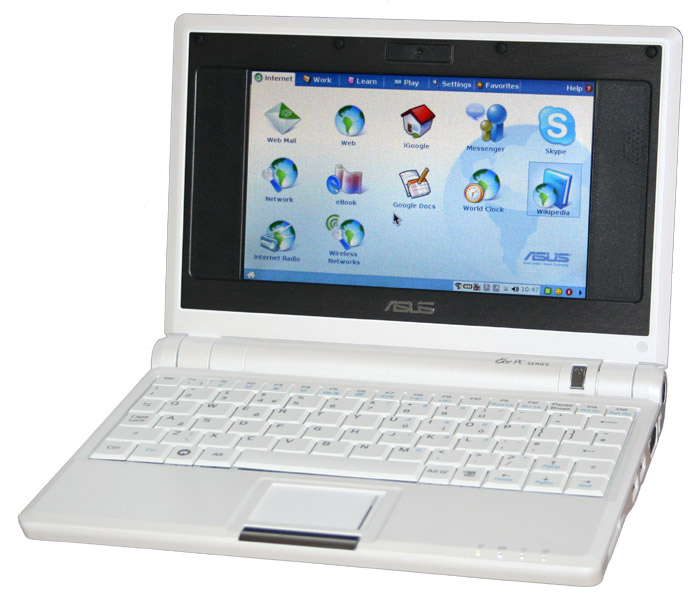
Asus Eee PC

Netbook označuje počítač menší než notebook (tzv. subnotebook), který se zaměřuje na mobilitu, upřednostňuje nízkou spotřebu, cenu i hmotnost, a orientuje se především na poskytnutí přístupu k Internetu (WWW, E-mail) a jednodušší kancelářské práce.

## Historie
Koncept netbooku byl zaveden v roce 1997 modelem HP Omnibook 800 CT se systémem Windows 95, avšak samotný termín netbook použila poprvé v roce 1999 firma Psion. Nové použití termínu následuje v prvním čtvrtletí roku 2008 firmou Intel.
Od roku 2010 došlo k úpadku netbooků, což bylo způsobeno zvyšující se popularitou tabletů (zvláště iPad) a ultrabooků. V důsledku toho se hranice mezi netbooky a klasickými notebooky značně rozostřila a netbook nyní může znamenat prakticky jakýkoli lehčí a levnější subnotebook.

## Typické vlastnosti netbooků
Netbooky používají méně náročné operační systémy (zpravidla Linux, Windows XP či Windows CE) s procesory s nízkým odběrem elektrické energie jako jsou Intel Atom, VIA C7, VIA Nano či AMD Jaguar. Vzhledem ke svým malým rozměrům a hmotnosti a důrazem na nízkou spotřebu energie netbooky nemají CD-ROM/DVD-ROM, popřípadě je tato prodávána jako příslušenství. Taktéž harddisky jsou menších rozměrů než u běžných osobních počítačů (2,5 nebo 1,8 palce) nebo jsou použity tzv. Solid State Disky. U modelů netbooků se předpokládají bohaté možnosti připojení k internetu (Ethernet, Wi-Fi) a komunikace s ostatními zařízeními, ať už prostřednictvím kabelů (USB, FireWire) nebo bezdrátově (Bluetooth, EDGE, IrDA). Typickými netbooky jsou například řady ASUS Eee PC, OLPC XO-1 či MSI Wind.
Typické konfigurace netbooků v roce 2008 byly následující:
- displej 7,9"–10,1"
- rozlišení 800 × 480 až 1 280 × 768 bodů
- integrovaná grafická karta
- hmotnost 0,9–1,5 kg
- výdrž 2–10 hodin
- cena 3000–15 000 Kč

Výrobci nabízejí pro netbooky různý styling a různé barvy.

## Prodeje netbooků
Za třetí kvartál roku 2008 se v EU prodalo 2 miliony netbooků (mírně přes 7%). Acer Aspire One zaznamenal meziroční nárůst prodeje o 47,3 %. V průběhu celého roku 2009 objednávky netbooků vzrostly meziročně o 103 %, v roce 2010 se ale předpokládá saturace a meziroční růst jen asi o 1/5.

## Galerie

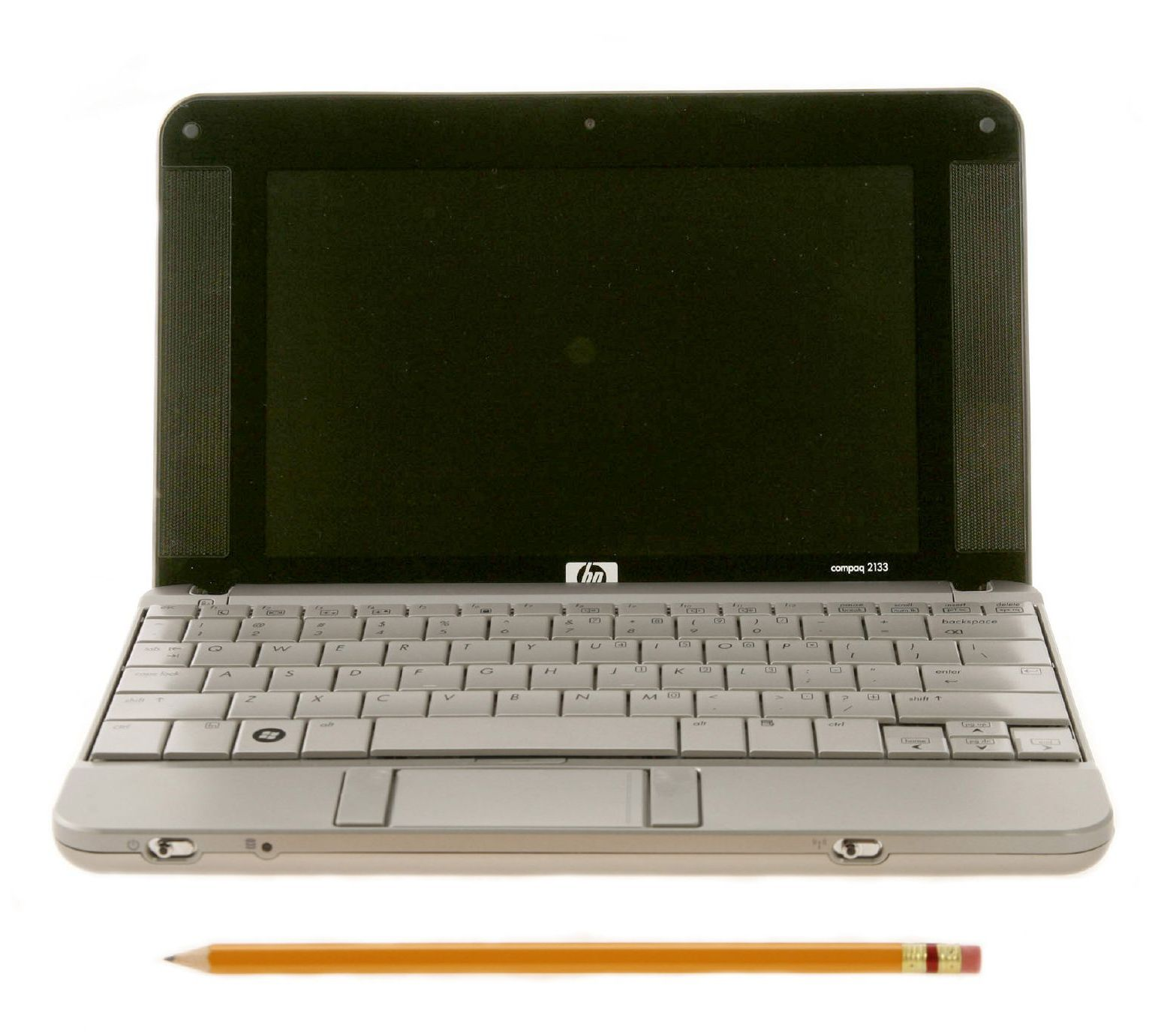
HP 2133 Mini-Note PC
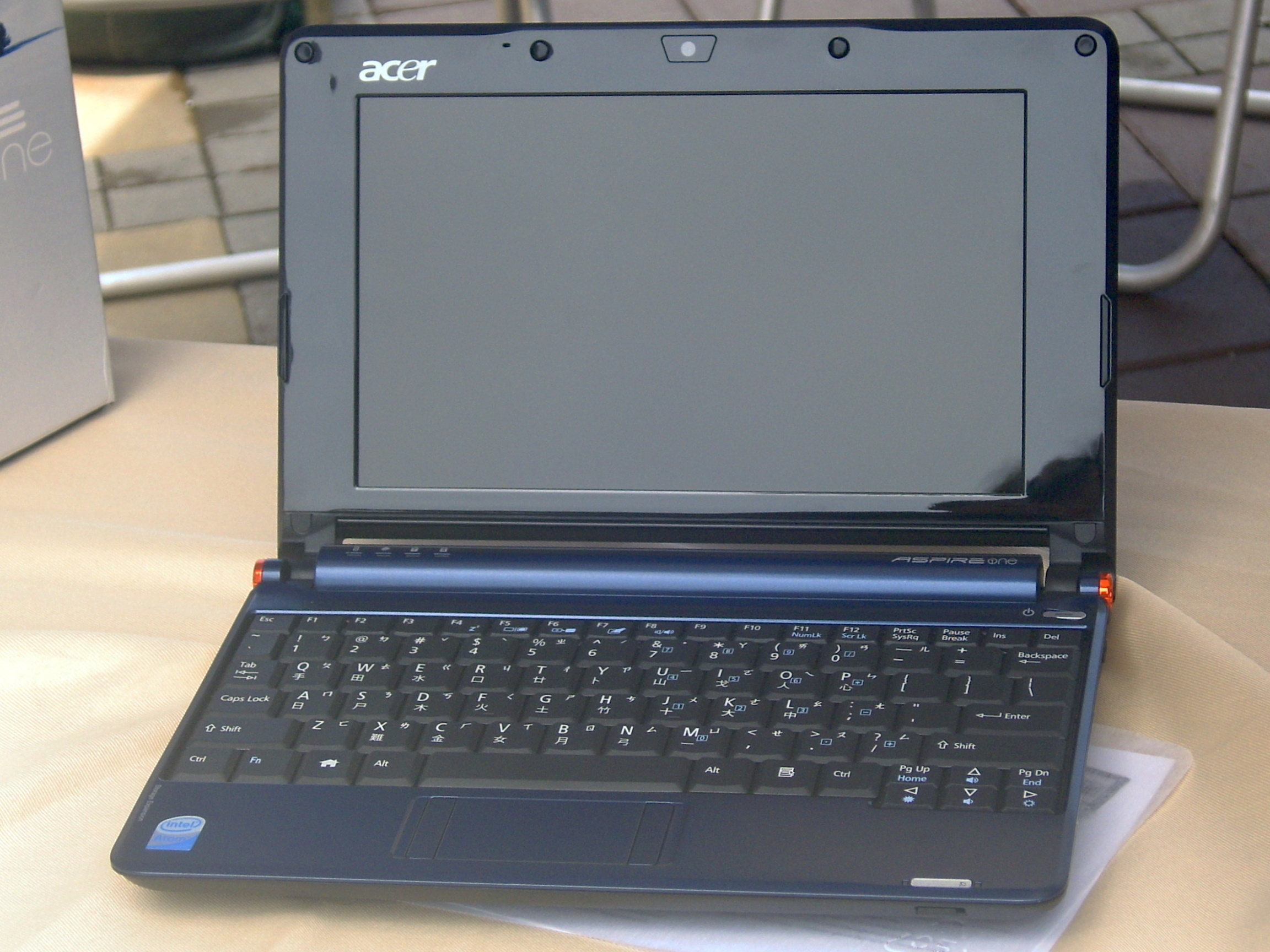
Acer Aspire One
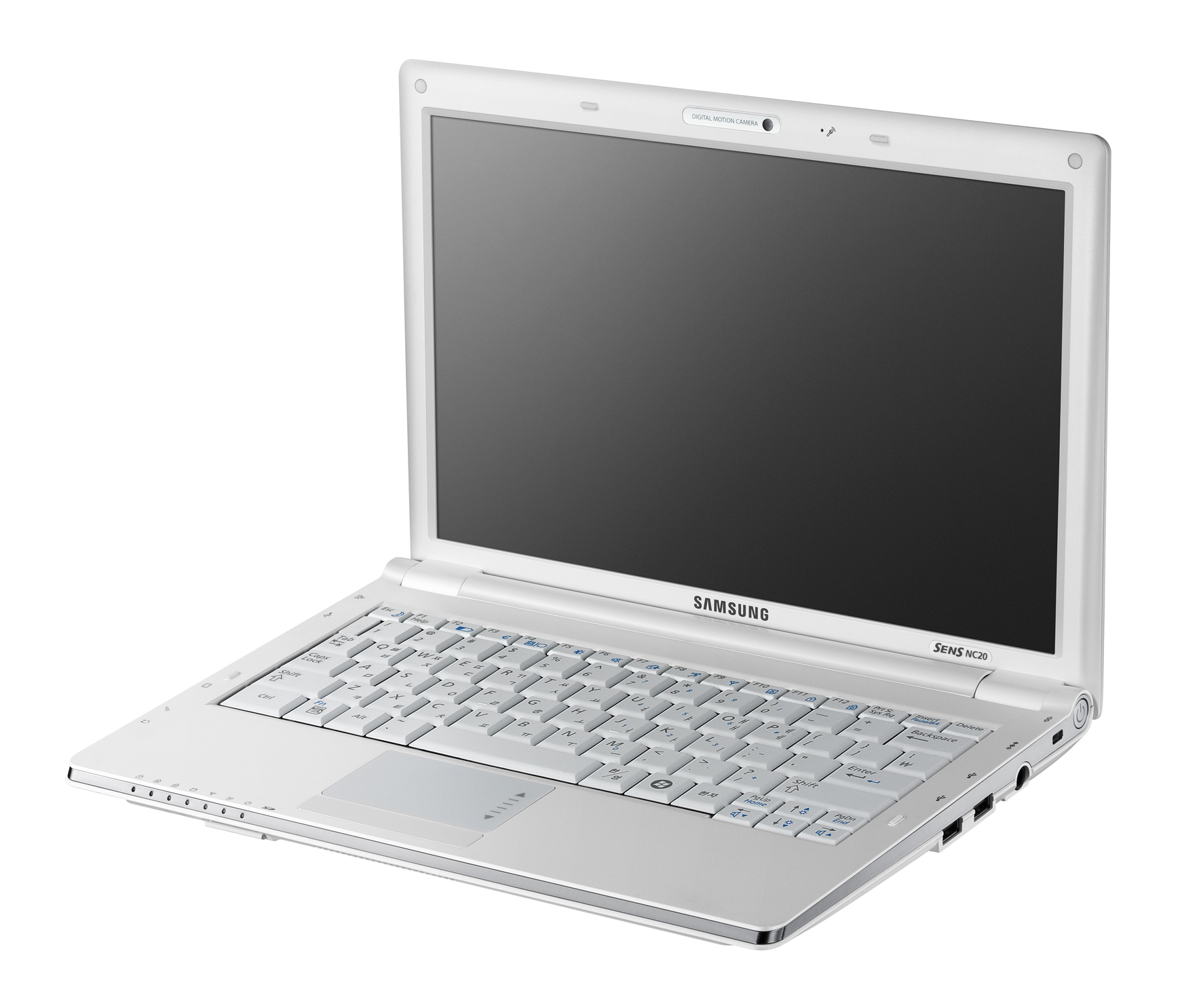
Samsung NC20